# Radioascolto
Il termine radioascolto identifica la tecnica della ricezione di segnali radio più o meno distanti dei servizi di radiodiffusione.
Le attività di radioascolto vengono tradizionalmente classificate in tre principali categorie:
- Il BCL (Broadcast listener) o "ascoltatore di emittenti internazionali" è principalmente rivolto all'ascolto dei programmi delle emittenti in onde corte che si rivolgono a un pubblico sito oltre i confini geopolitici, utilizzando la lingua della nazione d'origine o quelle delle nazioni destinatarie
- Il DXer tende a privilegiare la ricezione delle lontane o deboli emittenti di radiodiffusione operanti in onde medie, corte e FM, i cui segnali - non sempre destinati all'estero - riescono in particolari condizioni di propagazione a coprire distanze notevoli
- L'SWL, o "shortwave listener", è un ascoltatore delle onde corte, solitamente delle trasmissioni relative alle bande di frequenze assegnate al servizio di radioamatore.

Non è infrequente il caso che il radioascolto faccia capo a due o più categorie di radioascolto.

## La legge e il radioascolto

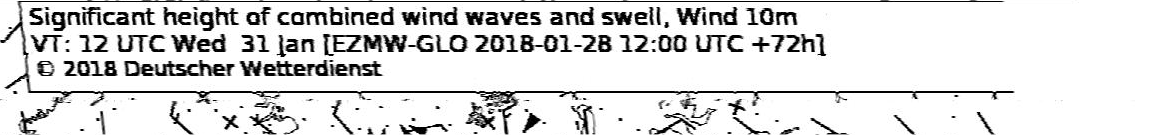
Le carte meteo ricevute per essere pubblicate sia in forma cartacea o digitale, anche senza fini di lucro, sono sempre tutelate dal Diritto d'autore

La regolamentazione dell'intero spettro elettromagnetico viene coordinata a livello mondiale dall'ITU, agenzia delle Nazioni Unite, nel corso di periodiche World Radio Conference e applicata dalle amministrazioni di ogni Stato appartenente all'ITU con proprie leggi e regolamenti. Per i dettagli della regolamentazione nello Stato italiano emanati dal Ministero dello sviluppo economico si consultino i documenti ufficiali indicati nelle note e.
L'intero spettro delle onde radio prevede perciò opportune suddivisioni destinate alla radiodiffusione circolare, a quella amatoriale, alla ISM, a dispositivi a breve raggio (SRD=Short Range Devices) e, inoltre, a tutta una serie di servizi pubblici e privati che non sono destinati all'ascolto pubblico, in quota parte afferenti al Ministero della difesa e al Ministero dell'interno, impropriamente definiti col termine accomunante di "stazioni di utilità" e in inglese con la locuzione Utility stations.

### Radioascolti permessi e vietati dalle leggi degli Stati
Quegli ascoltatori che si dedicano all'intercettazione di trasmissioni dei cosiddetti servizi "utilitari" senza averne titolo (ovvero ascoltatori privi di specifiche autorizzazioni rilasciate dalle autorità competenti), l'intercettazione è definibile come volontaria (cioè compiuta con lo scopo esplicito di captare di fatto le trasmissioni) e la eventuale divulgazione dei contenuti da parte dei non autorizzati, può prefigurare un illecito di natura penale. Per tali motivi l'ascolto delle "stazioni di utilità" trova punibilità ai sensi delle vigenti leggi in vari Stati.
Anche sull'intercettazione avvenuta in modo casuale e involontario, vale a dire per cause fortuite non intenzionali, le disposizioni dell'ITU prescrivono che si debba mantenere l'assoluto segreto sia sui contenuti e sia sull'esistenza delle stazioni radio emittenti. A tal proposito il Regolamento delle radiocomunicazioni approvato nella Conferenza UIT del 1979 riguardante la ricezione, trascrizione e/o registrazione di trasmissioni radio recita all'Art 23:
a) l'intercettazione, senza autorizzazione di radiocomunicazioni, che non siano destinate ad uso generale del pubblico;

b) la divulgazione del contenuto od anche soltanto dell'esistenza, la pubblicazione o qualsiasi uso fatto, senza autorizzazione, delle informazioni di qualsiasi specie ottenute intercettando le radiocomunicazioni indicate al punto a).»
Le uniche "stazioni di utilità" che possono essere ascoltate senza tema di incorrere in sanzioni, in quasi tutti gli Stati, sono quelle adibite ai servizi di diffusione del tempo e frequenza campione.
Limitatamente al territorio della Repubblica italiana si segnala che l'Art.134, Quarto comma, Capo VII del Decreto legislativo 1º agosto 2003 ("Codice delle comunicazioni elettroniche") recita testualmente: È libera l'attività di solo ascolto sulla gamma di frequenze attribuita al servizio di radioamatore.
A seconda dello Stato nel quale il radioascoltatore effettua i propri ascolti, questi sono regolamentati dalle leggi locali. Per esempio in Italia è legalmente permesso solo l'ascolto delle stazioni commerciali e di quelle di tempo e frequenza campione distribuite sul globo terrestre in modo da garantirne la fruibilità su scala mondiale: l'ascolto di stazioni di tipo diverso da quelle indicate può dar luogo a una denuncia penale per il reato di intercettazione e cognizione abusiva di comunicazioni secondo il dispositivo dell'art. 617 Codice penale italiano (cognizione, interruzione o impedimento illeciti di comunicazioni o conversazioni telegrafiche o telefoniche) punito con la reclusione da 6 mesi a 4 anni di carcere. Salvo che il fatto costituisca più grave reato, la stessa pena si applica a chiunque rivela, mediante qualsiasi mezzo di informazione al pubblico, in tutto o in parte, il contenuto delle comunicazioni o delle conversazioni. e per spionaggio politico o militare secondo l'art. 257 del Codice Penale con la pena di reclusione non inferiore a 15 anni ovvero con l'ergastolo se il fatto è commesso nell'interesse di uno Stato in guerra con lo Stato italiano oppure se il fatto ha compromesso la preparazione o la efficienza bellica dello Stato, ovvero le operazioni militari.
Alcuni articoli del Codice penale italiano che potrebbero applicarsi a taluni radioascolti non autorizzati o vietati:
- Art. 255 — Soppressione, falsificazione o sottrazione di atti o documenti concernenti la sicurezza dello Stato
- Art. 256 — Procacciamento di notizie concernenti la sicurezza dello Stato
- Art. 257 — Spionaggio politico o militare
- Art. 258 — Spionaggio di notizie di cui è stata vietata la divulgazione
- Art. 259 — Agevolazione colposa
- Art. 260 — Introduzione clandestina in luoghi militari e possesso ingiustificato di mezzi di spionaggio (comma 2 e 3)
- Art. 261 — Rivelazione di segreti di Stato
- Art. 262 — Rivelazione di notizia di cui sia stata vietata la divulgazione

Per il traffico ricevuto tramite dispositivi radiofax (immagini, disegni, testi) si applica anche l'istituto giuridico del Diritto d'autore. A titolo esemplificativo la pubblicazione, anche senza finalità di lucro, di un'immagine meteorologica, necessita dell'autorizzazione scritta dell'Autore dell'immagine.
In alcuni Stati il radioascoltatore è libero di ascoltare sulle frequenze di radiodiffusione tramite l'uso della sola ed esclusiva sezione ricevente delle apparecchiature ricetrasmittenti anche se esse non sono necessariamente adibite per usi radioamatoriali. La ratio dei disposti di legge trae forza dalla libera detenzione e con relativa diffusione, per scopi collezionistici e museali, di apparati d'epoca i quali abbisognano di periodici controlli, verifiche e accensioni per preservarne nel tempo le loro funzionalità, altrimenti compromesse dall'inusabilità. Altro punto di forza è tipicamente legato al lavoro dei radio-tecnici che sarebbero impossibilitati a svolgere le mansioni tipiche della loro professione.

### Marcature di legge sugli apparecchi riceventi o trasmittenti
Le apparecchiature per il radioascolto devono essere provviste di marcatura CE. Per le apparecchiature prodotte nel, oppure destinate al mercato statunitense vi è l'obbligo della certificazione FCC (Federal Communications Commission) per la prevenzione di interferenze radioelettriche. Tuttavia IMQ, (Istituto italiano del marchio della qualità) opera come Telecommunication Certification Body (TCB) in reciproco accordo con la FCC statunitense.

## Apparati di ricezione e accessori

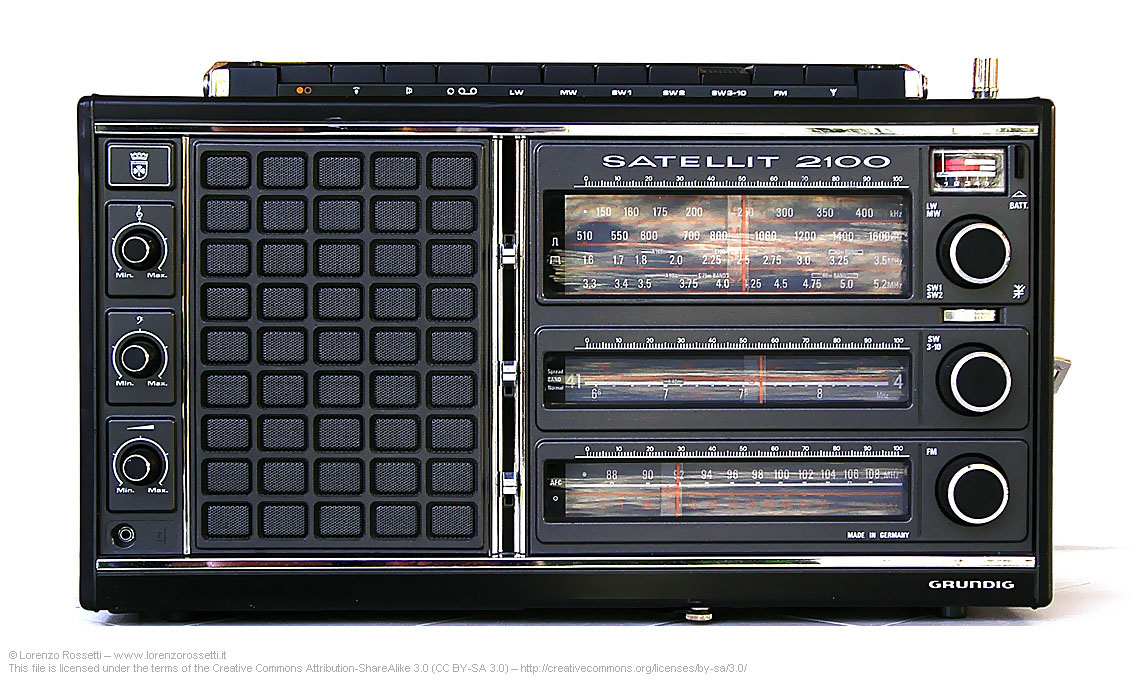
Un ricevitore della metà degli anni settanta per LW, MW, SW ed FM

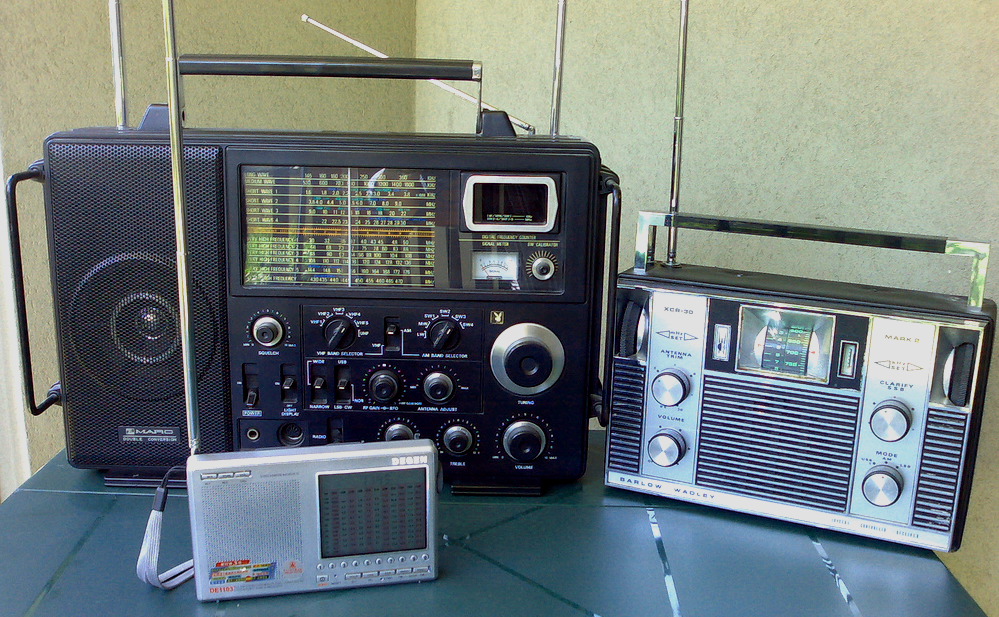
Alcuni tipici ricevitori di tipo fisso e portatile di varie marche e modelli utilizzati dai radioascoltatori

Lo strumento di lavoro del radioascoltatore è il ricevitore, un dispositivo commerciale o autocostruito, capace di sintonizzarsi sulle stazioni radio di proprio interesse. Anche una semplice radio a transistor può consentire l'ascolto di emittenti lontane, in particolare in orari serali sulla gamma delle onde medie (MF, da 300 a 3.000 kHz).
Taluni esperti radioascoltatori usufruiscono di ricevitori con buone caratteristiche di sensibilità (capacità di ricevere segnali molto deboli) e di selettività (capacità di isolare un segnale rispetto alle interferenze). Esistono inoltre ricevitori per usi speciali ma il loro impiego è praticamente sconosciuto fra i dilettanti sia per mancanza delle prescritte autorizzazioni di legge per l'ascolto su frequenze extra radioamatoriali, sia per i costi elevatissimi: in tali sporadici casi ci si riferisce al possesso di strumenti per radiomisure civili professionali e militari.
Un secondo elemento assolutamente indispensabile è l'antenna, ovvero una struttura metallica che agisce come intermediario, o trasduttore, tra il campo elettromagnetico generato dal trasmettitore e l'ingresso del ricevitore. L'antenna ricevente usata dal radioascoltatore può essere una semplice antenna telescopica a stilo, incorporata nel ricevitore oppure esterna ad esso, oppure un cavetto in rame isolato, un'asta monolitica metallica o una configurazione più complessa.
Oltre al ricevitore e all'antenna, alcuni radioascoltatori si dotano di accessori atti a migliorare la forza e la qualità del segnale ricevuto. Un primo tipo di accessori lavora solo in radiofrequenza e comprende tutti quei circuiti elettronici attivi o passivi che possono servire per aumentare la sensibilità e la selettività della radio. Un secondo tipo riguarda invece i dispositivi agenti solo sulla audio frequenza.
Il registratore a cassetta o il minidisc sono altri utili accessori perché oltre a consentire il riascolto di segnali particolarmente disturbati servono anche a costituire un archivio delle stazioni ricevute e identificate. Oggi sono sempre più diffusi i sistemi di trattamento del segnale basati su personal computer.
Numerosi programmi amatoriali consentono per esempio di ottimizzare la resa qualitativa del suono registrato o di rallentare o accelerare la riproduzione audio per facilitare il riconoscimento di termini non perfettamente comprensibili. Il computer svolge un ruolo sempre più importante in ogni aspetto del monitoraggio delle frequenze radio fino al punto di rimpiazzare interi stadi di ricezione e decodifica dei segnali prima realizzati con componenti elettronici discreti.

## Ricevitori civili e militari per radioascolto
I ricevitori di tipo militare si distinguono da quelli civili in primo luogo perché sono apparati progettati e costruiti in base a specifiche caratteristiche fisiche, meccaniche ed elettriche richieste dalle Forze armate e, in secondo luogo, per le speciali gamme e modalità operative.
Nelle immagini sotto riportate vi figurano alcuni ricevitori militari dismessi dalle Forze armate in quanto tecnicamente superati la cui vendita al pubblico è limitata a ditte di materiale surplus autorizzate dalle stesse amministrazioni militari.
L'espressione sintonia continua indica che la ricezione avviene senza alcun'interruzione fra i due valori indicati.

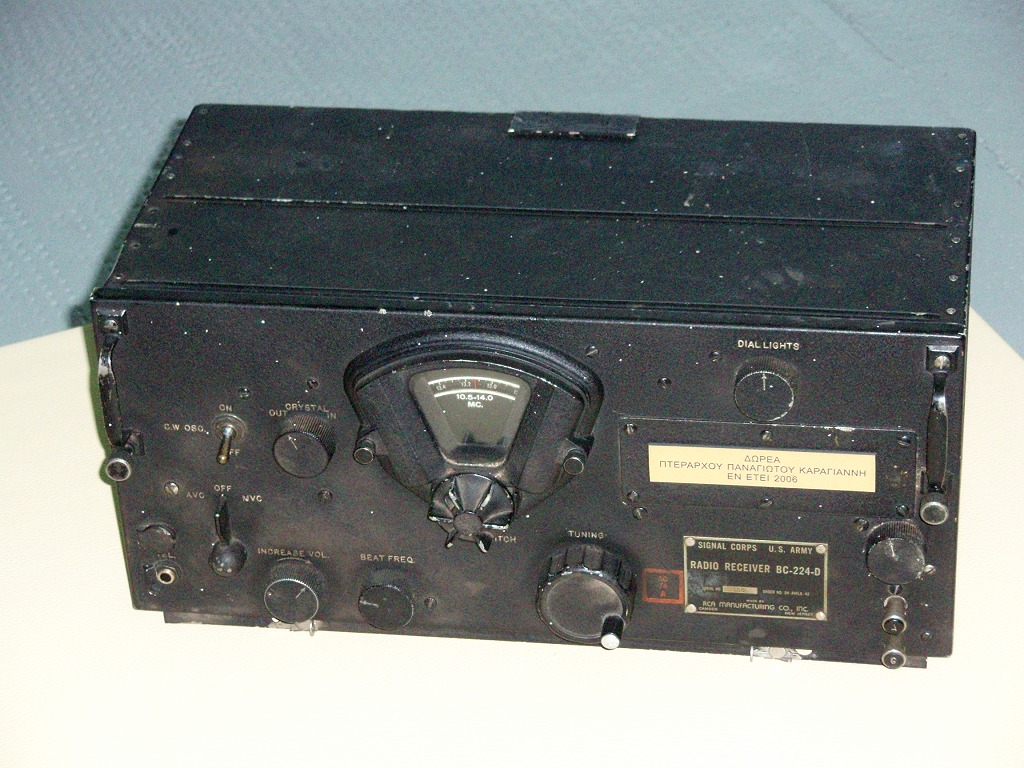
Il BC-224-D, una variante del BC-348, circa 1940, ordine Federale 94-PHILA-42, originariamente in uso sui velivoli U.S. Army, ricezione con sintonia continua da 1,5 a 18 Mhz in AM e CW
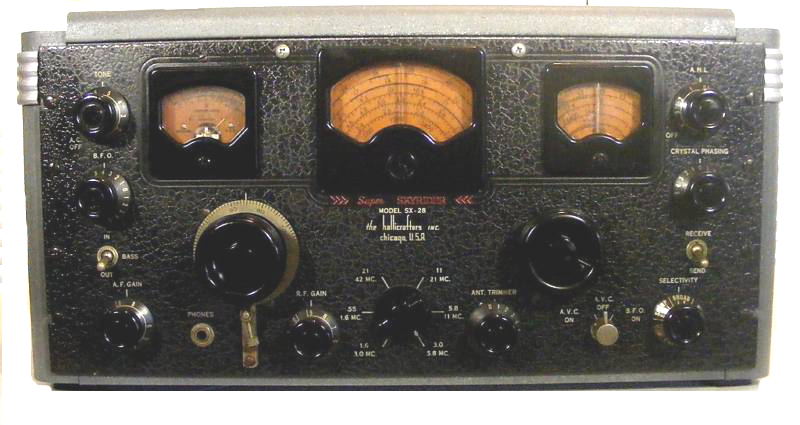
Hallicrafters SX-28 Super Skyrider receiver, circa 1940, in uso prima e durante la II guerra mondiale, riceve con sintonia continua da 0,45 a 43 MHz
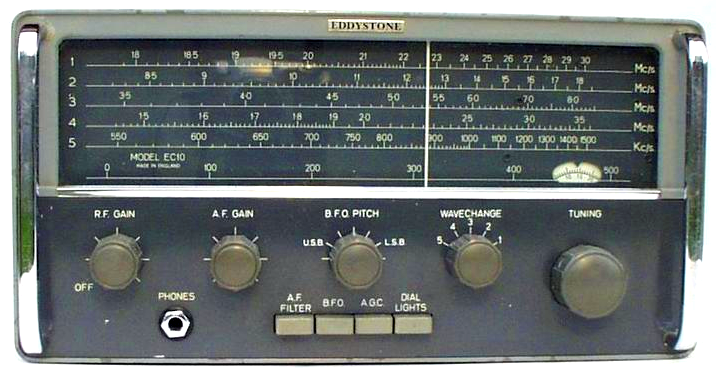
Eddystone EC10, circa 1960, ricevitore a transistor con sintonia continua da 0,55 MHz a 30 MHz in AM, CW e SSB. Ne esiste una versione marittima con ricezione a partire da 0,3 MHz e la internazionale di soccorso a 2,182 MHz quarzata
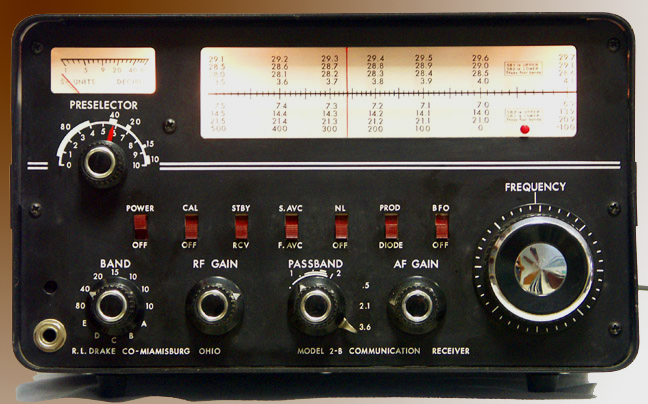
Drake 2B, circa 1960, ricevitore valvolare supereterodina a tripla conversione, fabbricato principalmente per le gamme radioamatoriali. Con quarzi opzionali riceve le stazioni commerciali e quelle di tempo e frequenza campione
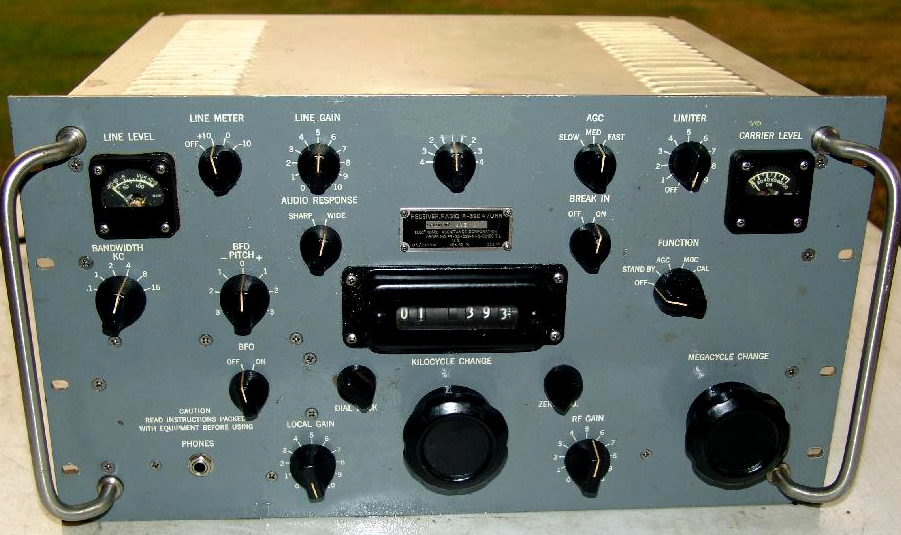
Collins Radio R-390A, 1955, militare e governativo di alta qualità con sintonia continua da 0,5 Mhz a 30 Mhz, AM, MCW, CW; era utilizzato in stazioni fisse o in shelter corazzati
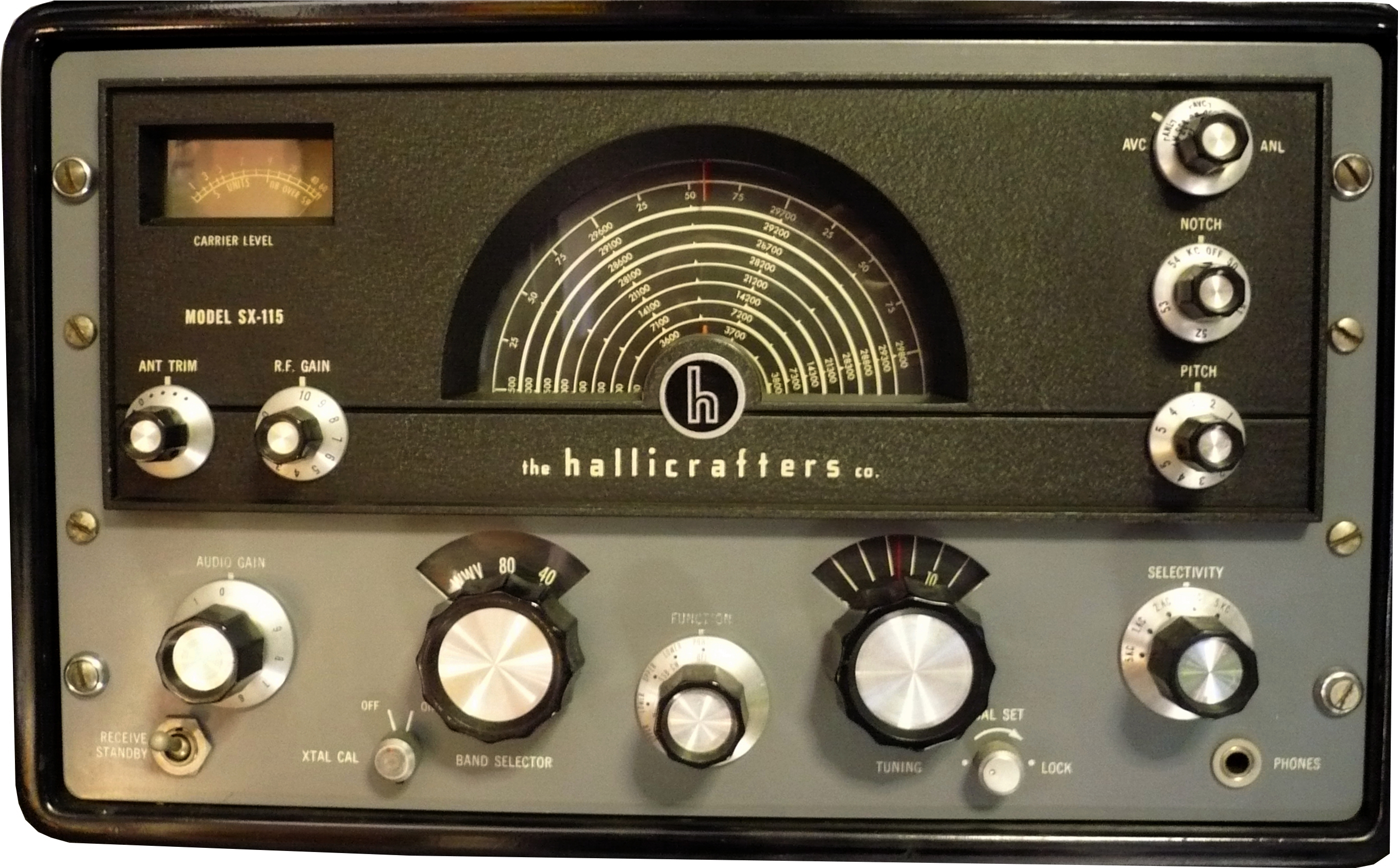
Hallicrafters SX-115, circa 1960, valvolare costruito negli USA e adibito principalmente per le gamme radioamatoriali 3,5-4; 7-7,5; 14-14,5; 21-21,5; 28-28,5; 28,5-29; 29-29,5; 29,5-30; e 9,6-10 MHz per la ricezione delle stazioni di tempo e frequenza campione
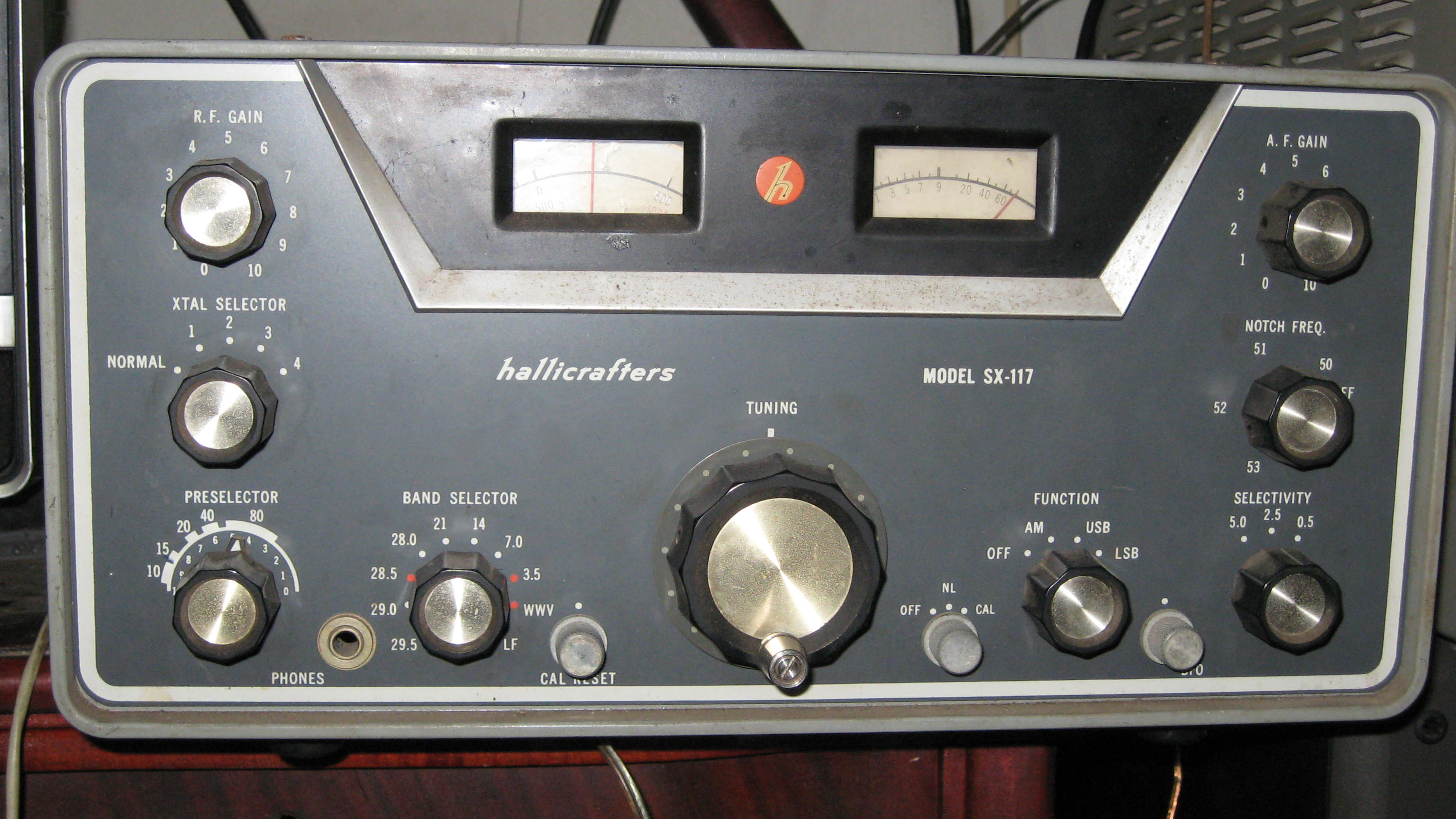
Hallicrafters SX-117, circa 1960, fabbricato principalmente per le frequenze radioamatoriali, ne esiste anche una versione militare
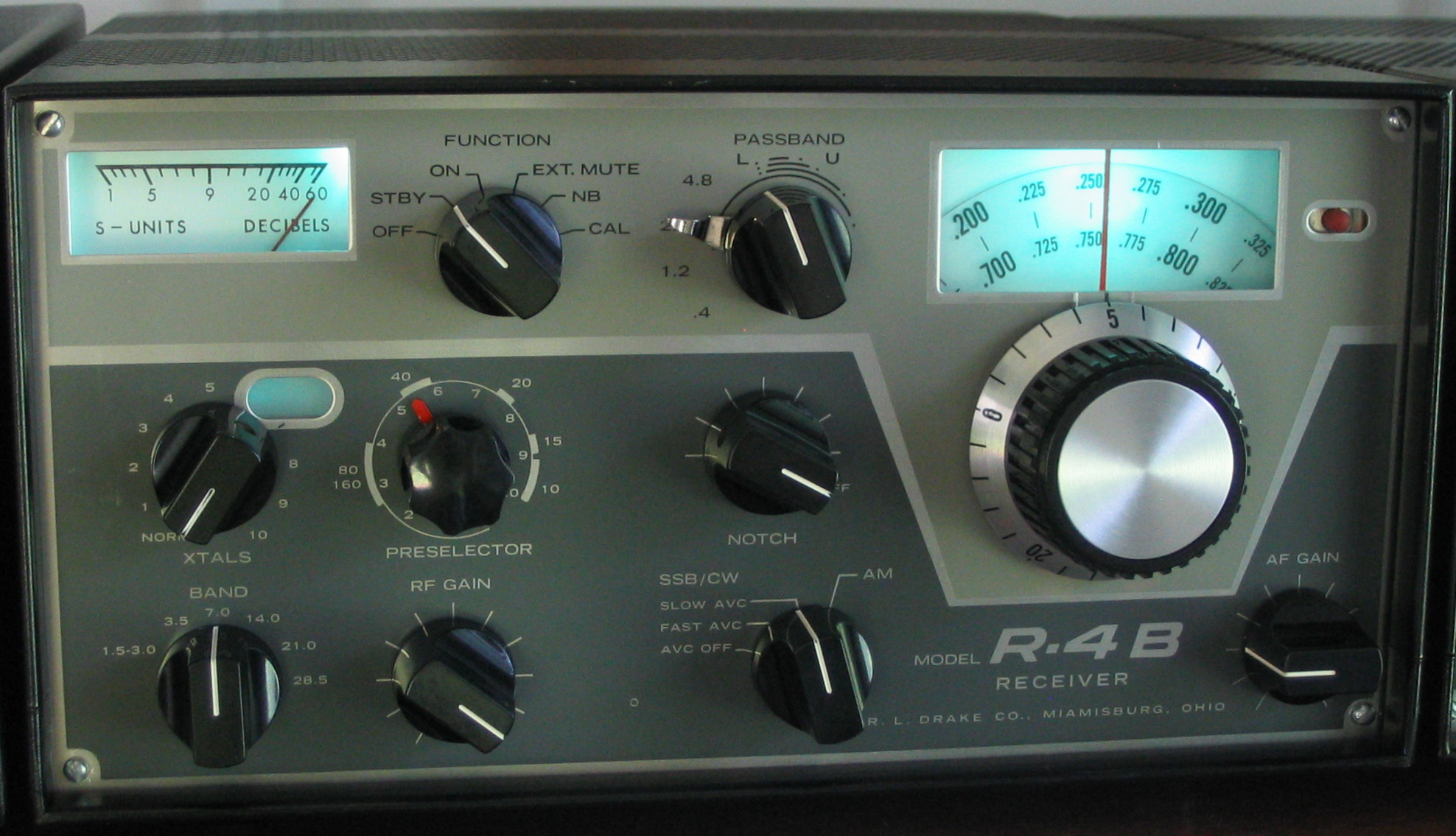
Drake R-4B, circa 1971 fabbricato principalmente per le frequenze radioamatoriali 3,5-4,0; 7-7,5, 14-14,5; 21-21,5; 28,5-29 MHz è l'evoluzione dei precedenti modelli "R-4" e "R-4A"
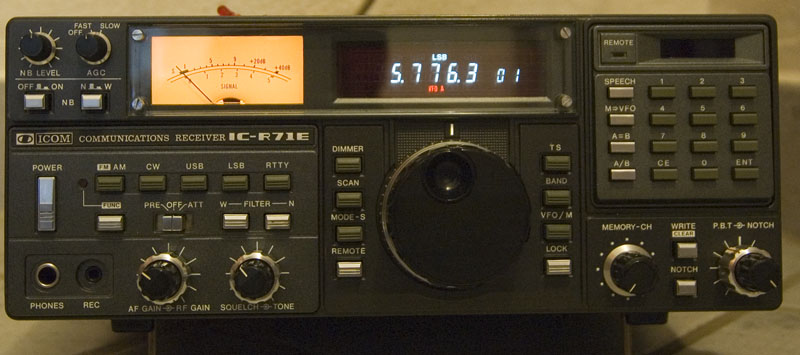
Icom IC R-71E, circa 1986, riceve con sintonia continua da 0,1 a 30 Mhz (per la versione internazionale "E"), in AM, FM stretta, SSB, e CW
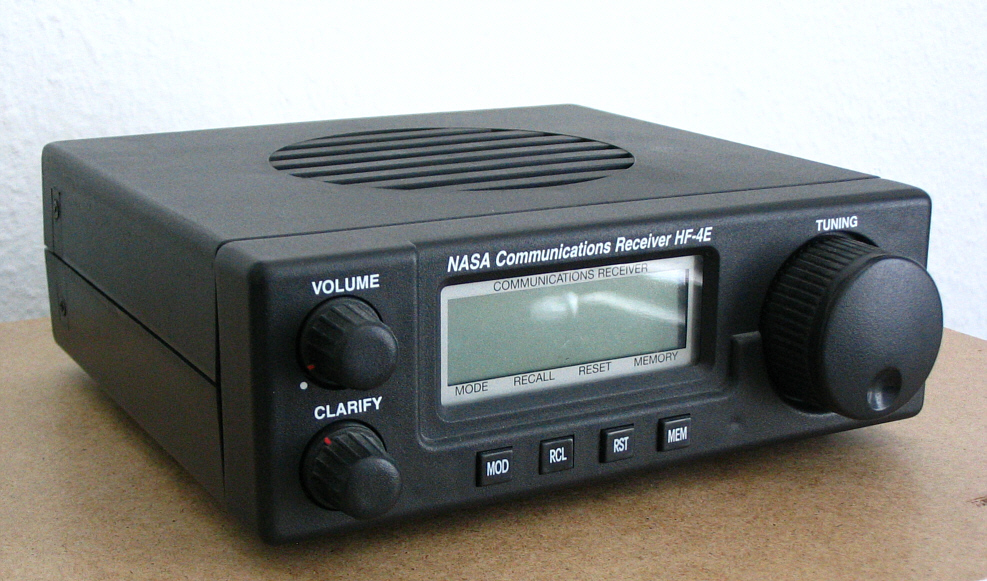
AKD Target HF-4E, circa 1990, piccolo ricevitore di tipo "scanner" per uso mobile-veicolare alimentato a 12 V, riceve con sintonia continua da 0,030 MHz a 30 MHz in AM, CW e SSB
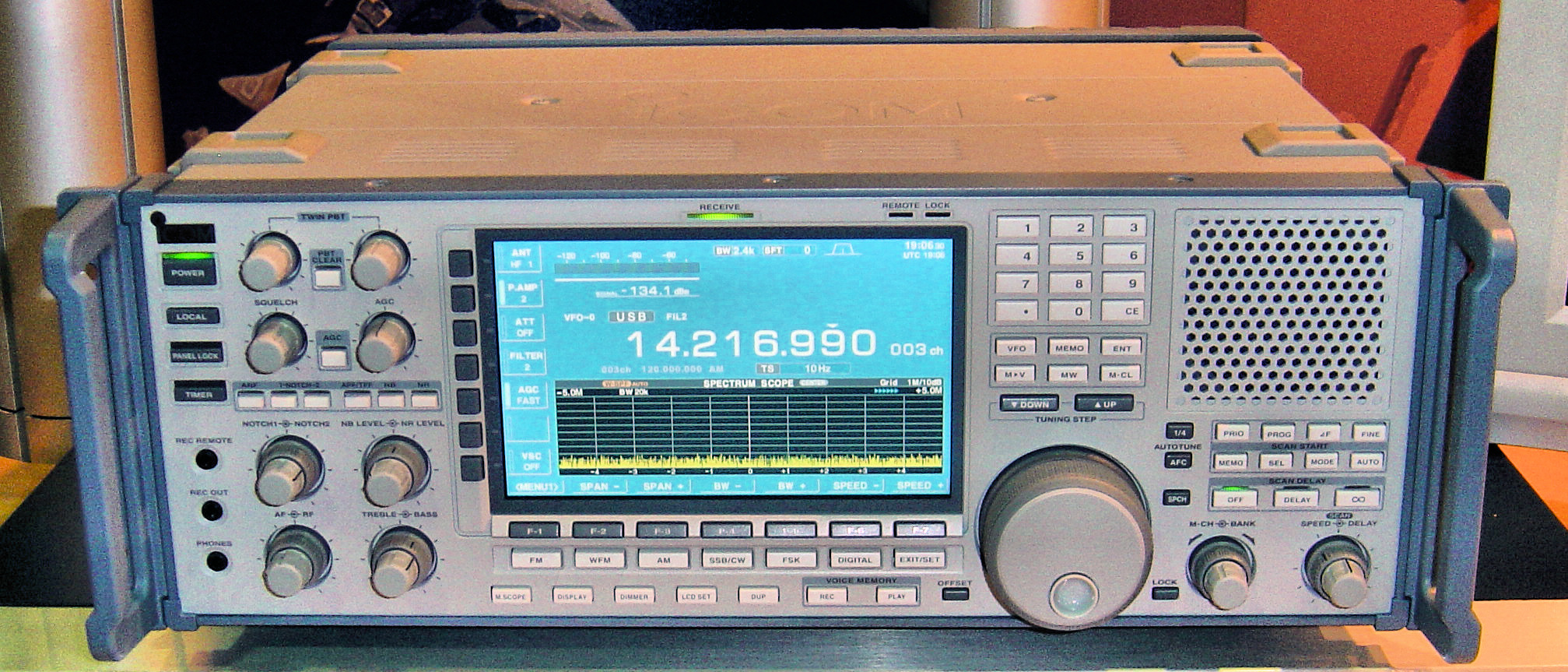
Icom IC-R9500, circa 2007, ricevitore semi professionale con sintonia continua da 0,005 Mhz a 3335 Mhz con analizzatore di spettro incorporato e possibilità di vedere le emittenti televisive
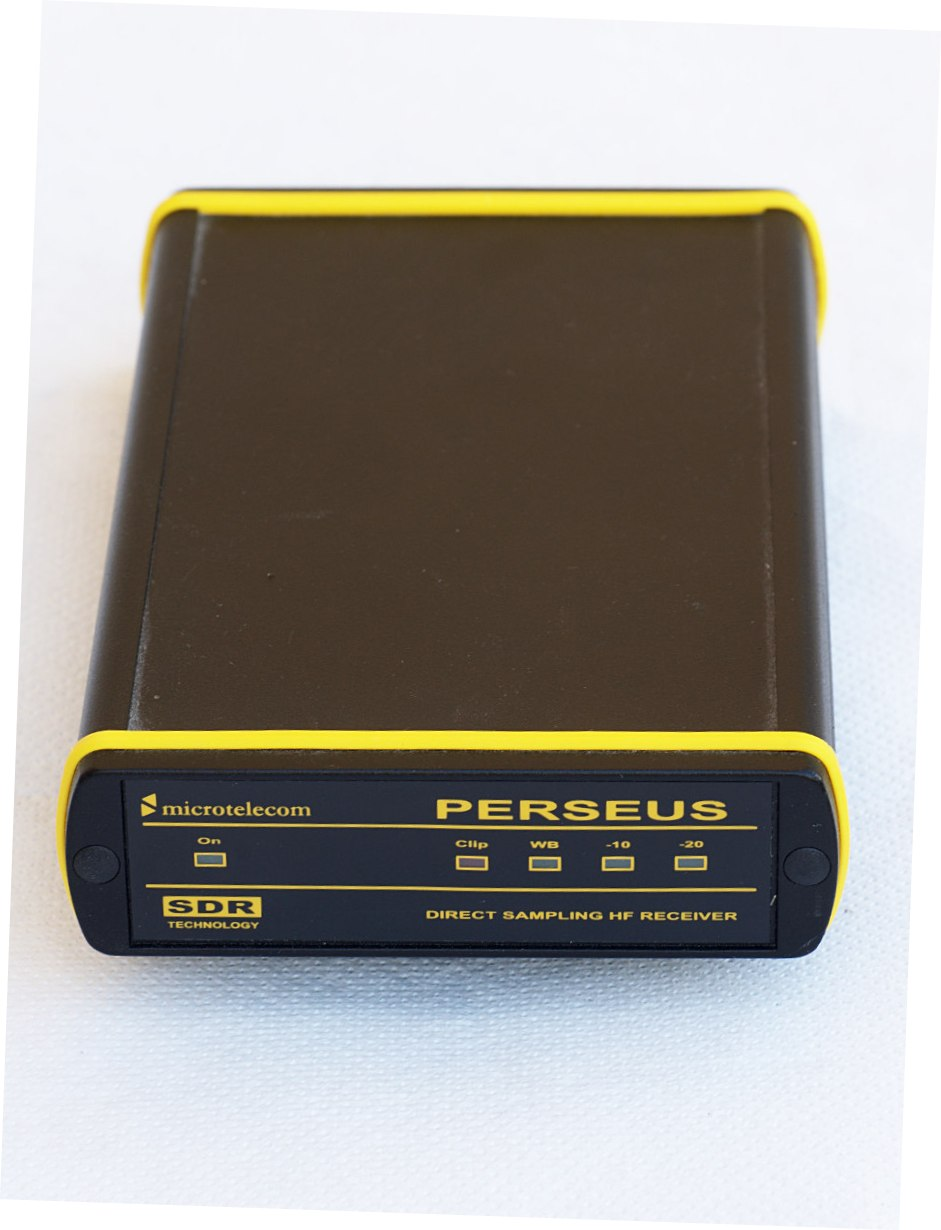
Perseus rivevitore digitale SDR, 2009, riceve con sintonia continua da 0,010 Mhz a 40 Mhz; per il funzionamento necessita di essere collegato a un computer

## Identificazione delle stazioni radio
Una fase importante del radioascolto è quella della chiara identificazione della stazione ascoltata. L'identificazione può avvenire sulla base di un effettivo annuncio da parte del conduttore del programma, grazie a un jingle musicale o cantato, o a un insieme di indizi riferiti al contenuto del programma come per esempio la lingua utilizzata, le località geografiche e i personaggi politici citati, eventi e personaggi sportivi, inni nazionali, spot pubblicitari, segnali orari, numeri telefonici e così via.

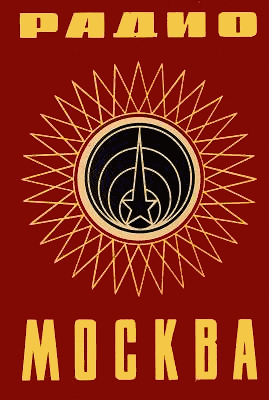
Cartolina QSL di Radio Mosca (1969)

La ricerca, l'identificazione delle stazioni internazionali in onda corta e il loro ascolto sono facilitati dall'esistenza di repertori (come per esempio il World Radio TV Handbook pubblicato ogni anno a partire dal 1947) che contiene le liste di stazioni attive sulle rispettive frequenze. Altro aiuto proviene da apposite guide (indicate in inglese col termine program schedule o più in breve schedule, di solito preparate, pubblicate e spedite dalla medesima emittente, nelle quali sono riportate gli orari, le frequenze utilizzate e le lingue utilizzate nei programmi.
Il diario personale che i radioascoltatori sono soliti tenere come promemoria della loro attività si chiama "registro di stazione" o log.
I radioascoltatori al pari dei radioamatori, possono scrivere alla stazione ascoltata per ottenere una conferma scritta di ricezione chiamata QSL. La QSL, che il radioascoltatore invia alle emittenti, può essere una comune cartolina illustrata, su un lato della quale devono essere specificati alcuni dettagli tecnici dell'ascolto effettuato, come, per esempio, l'indicazione della data, dell'ora, della frequenza ricevuta e di altri dati tecnici che comprovino il reale ascolto dell'emittente anche sotto il profilo della qualità audio della ricezione. L'emittente radiofonica, alla ricezione di una QSL correttamente compilata, potrebbe, dopo opportuna verifica col proprio palinsesto, rispondere a sua volta con una cartolina oppure con una lettera ufficiale confermante l'avvenuto ascolto.

## Le principali bande di frequenza
Il radioascolto viene praticato di solito nei campi di frequenza assegnati per legge alle stazioni di radiodiffusione e a quelle radioamatoriali, alcuni dei quali sono: LF, MF, HF, VHF e frequenze. Le emittenti commerciali in onde lunghe (LF) in Europa sono comprese fra le frequenze centrali di 153 e di 279 kHz; quelle in onde medie (MF), in Europa, sono comprese tra le frequenze centrali di 531 e di 1.611 kHz. Le emittenti commerciali operanti sulle onde corte (HF) sono collocate in alcune bande distinte e comprese tra i 2.300 e i 26.100 kHz come da tabella.
Gli organi regolatori, in particolare l'ITU (International Telecommunications Union) di Ginevra, assegna alle emittenti commerciali, radioamatoriali e di tempo campione le seguenti frequenze:
| Campo di frequenze in kHz | Banda espressa in metri | Servizio o fruitore del campo di frequenze           |
| ------------------------- | ----------------------- | ---------------------------------------------------- |
| 19,95 - 20,05             |                         | Segnali orari e frequenza campione                   |
| 148,5 - 283,5             |                         | Radiodiffusione comunemente indicata "in onda lunga" |
| 526,5 - 1.606,5           |                         | Radiodiffusione comunemente indicata "in onda media" |
| 1.830 - 1.850             | 160                     | Radioamatori                                         |
| 2.300 - 2.495             | 120                     | Radiodiffusione in banda tropicale                   |
| 2.498 - 2.502             |                         | Segnali orari e frequenza campione                   |
| 3.200 - 3.400             | 90                      | Radiodiffusione in banda tropicale                   |
| 3.500 - 3.800             | 80                      | Radioamatori                                         |
| 3.950 - 4.000             | 75                      | Radiodiffusione                                      |
| 4.750 - 5.060             | 60                      | Radiodiffusione in banda tropicale                   |
| 4.995 - 5.005             |                         | Segnali orari e frequenza campione                   |
| 5.900 - 6.200             | 49                      | Radiodiffusione                                      |
| 7.000 - 7.200             | 40                      | Radioamatori                                         |
| 7.200 - 7.450             | 41                      | Radiodiffusione                                      |
| 9.400 - 9.900             | 31                      | Radiodiffusione                                      |
| 9.995 - 10.005            |                         | Segnali orari e frequenza campione                   |
| 10.100 - 10.150           | 30                      | Radioamatori                                         |
| 11.600 - 12.100           | 25                      | Radiodiffusione                                      |
| 13.570 - 13.870           | 22                      | Radiodiffusione                                      |
| 14.000 - 14.350           | 20                      | Radioamatori                                         |
| 14.990 - 15.010           |                         | Segnali orari e frequenza campione                   |
| 15.100 - 15.800           | 19                      | Radiodiffusione                                      |
| 17.480 - 17.900           | 18                      | Radiodiffusione                                      |
| 18.068 - 18.168           | 17                      | Radioamatori                                         |
| 18.900 - 19.020           | 15                      | Radiodiffusione                                      |
| 19.990 - 20.010           |                         | Segnali orari e frequenza campione                   |
| 21.000 - 21.450           | 15                      | Radioamatori                                         |
| 21.450 - 21.850           | 13                      | Radiodiffusione                                      |
| 24.890 - 24.990           | 12                      | Radioamatori                                         |
| 24.990 - 25.010           |                         | Segnali orari e frequenza campione                   |
| 25.670 - 26.100           | 11                      | Radiodiffusione                                      |
| 28.000 - 29.700           | 10                      | Radioamatori                                         |

Per un approfondimento sulla assegnazione delle radio frequenze è possibile consultare l'ultima edizione del Piano di ripartizione delle frequenze in Italia, con, fra l'altro, l'indicazione degli enti fruitori presso il sito del Ministero dello sviluppo economico alle note.
Come si evince dalla tabella, l'ampiezza della banda riservata alle emittenti scientifiche del segnale orario in HF si estende di alcuni kilohertz sopra e sotto le frequenze centrali di trasmissione di 2,5—5—10—15—20 e 25 MHz. Alcune stazioni utilizzano differenti frequenze di quelle indicate nella tabella pur sempre rimanendo comprese nello spettro delle HF (da 3.000 a 30.000 kHz). Molte stazioni oltre al tempo campione offrono anche il servizio di frequenza campione.
L'estensione della modulazione di frequenza è compreso fra 88 a 108 MHz, con diversa spaziatura tra i canali (50 kHz per l'Europa, 200 kHz per il Nord America). Un'altra gamma di frequenze utilizzata dalle emittenti commerciali solo in Europa, parte dell'Asia e dell'Africa settentrionale sono le onde lunghe, comprese tra 153 e 279 kHz. Nell'intero continente americano, le onde medie sono comprese tra 540 e 1610 kHz, con spaziatura tra i canali pari a 10 kHz (contro i 9 kHz di Europa, Africa, Asia e Oceania). In Nord America e in alcuni Stati del Sudamerica, le onde medie sono state ampliate nella extended band compresa tra 1610 e 1700 kHz. Anche in modulazione di frequenza esistono alcune eccezioni. In Giappone la banda FM speciale è compresa tra 76 e 90 MHz, mentre nelle nazioni dell'ex blocco orientale europeo viene ancora utilizzata, anche se in progressivo smantellamento, la banda compresa tra i 66 e i 72 MHz.
Nelle onde corte dette anche HF (dalle iniziali di High Frequency), sono state assegnate bande non solo per le stazioni di radiodiffusione circolare (broadcasting), radioamatoriali e di tempo e frequenza campione, ma anche per speciali comunicazioni di tipo civile e militare, (a titolo esemplificativo: navigazione aerea o marittima) e ad altre attività riservate oppure segrete. L'intercettazione, la cognizione dei contenuti e la loro divulgazione in qualunque forma e mezzo, sono vietate e punite dai disposti delle leggi nazionali.
I servizi commerciali o broadcasting operano anche su brevi distanze, o su aree regionali moderatamente estese, raggiungibili tramite reti di ripetitori) su frequenze in banda VHF, o UHF. Anche i satelliti vengono utilizzati per il traffico su frequenze via via più elevate (bande SHF e EHF). Per il monitoraggio delle frequenze VHF o superiori vengono normalmente impiegati speciali ricevitori a larga banda, detti anche scanner per la loro capacità di esplorare rapidamente porzioni di spettro molto estese. Tuttavia il loro uso è legale solo per la ricerca e l'ascolto di emittenti di tipo commerciale, radioamatoriale e di tempo e frequenze campioni.

### TV-DX
Un'ulteriore specializzazione del radioascolto riguarda la ricezione a lunga distanza dei segnali televisivi terrestri trasmessi in gamme VHF (banda I e III) e UHF (banda V). Tra 48 e 65 MHz, i segnali televisivi in banda I possono essere ricevuti a distanze notevoli, superiori ai 2.000 km, durante la stagione estiva, in condizioni di radio propagazione particolari. Tali genere di ascolti si indicano di solito con la sigla TV-DX.

## La propagazione
I segnali radio si propagano a distanza attraverso mezzi propagativi diversi. Le onde elettromagnetiche possono per esempio propagarsi su terra, grazie alle proprietà conduttive del suolo o via cielo, giungendo all'antenna ricevente per via diretta (portata ottica) o attraversando, come nel caso delle onde corte, diversi strati della ionosfera. Le frequenze molto elevate nelle bande delle VHF e UHF possono anche propagarsi per via troposferica. I meccanismi della propagazione ionosferica sono generalmente molto complessi dal punto di vista fisico, perché comportano l'interazione tra le onde elettromagnetiche e le particelle cariche della ionosfera.
A loro volta, queste particelle subiscono l'interazione con diverse forme di radiazione, in particolare quella proveniente dal sole, la cui attività elettromagnetica è complessa e legata a particolari ciclicità. La propagazione delle onde medie e corte è particolarmente legata alle ore di insolazione e alla temporanea presenza di specifici substrati nella ionosfera. Le frequenze più basse, per esempio, in genere quelle inferiori a 5 MHz, si propagano a lunga distanza nelle ore a insolazione bassa o nulla, cioè in prossimità o dopo il tramonto (e prima del completo sorgere del sole). È per questa ragione che la banda europea delle onde medie con l'arrivo dell'oscurità si popola di segnali provenienti da stazioni lontane, che durante il giorno vengono completamente assorbiti dalla ionosfera. Sulle onde corte, dove la maggior parte delle emittenti internazionali concentrano le loro trasmissioni per l'estero, è piuttosto agevole ricevere i programmi diffusi da stazioni molto lontane, anche da distanze antipodali.

## Le stazioni non commerciali
Sperimentata da Marconi per applicazioni molto diverse dalla radiodiffusione circolare (inventata molti anni dopo), la radio viene utilizzata a supporto di un grande numero di attività professionali, pronto intervento ed emergenza, in ambiti civili e militari. Inoltre le applicazioni radiotelefoniche, dove la trasmissione in radiofrequenza sostituisce una linea fisica come un cavo in rame o in fibra ottica. Sono in contatto radio tra loro i piloti e gli addetti al controllo del traffico aereo, o gli agenti di pubblica sicurezza con le centrali operative. Ma anche le squadre di riparazione tecnica o gli equipaggi delle ambulanze si servono di ponti radio per gestire comunicazioni fondamentalmente punto-punto, che avvengono cioè tra due interlocutori o tra un interlocutore con ruolo di coordinamento (il dispatcher) e un gruppo ristretto o localizzato di singoli agenti/operatori.
Esistono anche applicazioni ancora più specifiche come la trasmissione di notizie e contenuti professionali (per esempio le mappe meteorologiche) o segnali diffusi per agevolare il posizionamento geografico delle persone o dei veicoli che ricevono tali segnali. Tutto questo tipo di traffico non diffusivo rientra tra le applicazioni cosiddette utilitarie della radio (dal termine inglese utility) e possono avvenire in modalità voce o radiotelegrafica, sfruttando anche nuove tecniche di modulazione dei segnali. Le reti radiomobili di telefonia civile e militare, basate per esempio su standard come il GSM, possono in un certo senso essere assimilate alla radio utilitaria e in genere sono classificate anch'esse nell'ambito dei servizi non broadcast, o non diffusivi.

## La radio digitale
I servizi radiofonici locali e internazionali si servono essenzialmente di due tipi di modulazioni per diffondere i loro contenuti sonori: la modulazione di ampiezza (AM) e la modulazione di frequenza (FM). In entrambi i casi la frequenza del segnale portante viene modificata direttamente dal segnale sonoro analogico e trasmessa dall'impianto emittente. In ricezione, il segnale misto viene demodulato per estrarre dalla portante ricevuta il segnale sonoro originario. Naturalmente è possibile modulare il segnale della portante con un segnale sonoro che sia stato digitalizzato in precedenza. Il flusso di informazione digitale può quindi andare a modulare la portante attraverso modulazioni molto complesse, che sfruttano la variabilità della portante stessa in domini di ampiezza, tempo, frequenza e fase. Nuovi tipi di modulazione digitale sono stati inventati per applicazioni broadcast e non broadcast. Il già citato GSM è uno standard che prevede la modulazione digitale delle portanti. Nel corrispettivo ambito televisivo esiste lo standard DVB.
Anche per la diffusione radiofonica si stanno sperimentando diverse alternative digitali alle tradizionali modulazioni analogiche, anche se il grado di accettazione da parte del mercato varia in funzione di considerazioni di allocazione delle porzioni di frequenza, disponibilità della componentistica per la costruzione di impianti trasmissivi e apparati riceventi e costi di implementazione e transizione dai vecchi ai nuovi sistemi. A volte, le necessità di impiego delle frequenze prevedono infatti la vera e propria sostituzione o aggiornamento dei precedenti servizi. In altri casi i nuovi servizi digitali possono essere sperimentati in situazioni che non impattano sullo status quo. Un esempio ormai consolidato viene dalla televisione digitale, sperimentata inizialmente attraverso frequenze satellitari che hanno per così dire affiancato sia le trasmissioni televisive satellitari analogiche, sia le trasmissioni analogiche terrestri. Lo standard DVB-S è quindi meno "rivoluzionario" del più recente DVB-T, usato in Europa per le nuove trasmissioni televisive digitali terrestri. Queste ultime utilizzano canali di una banda UHF, assegnata anche al servizio televisivo analogico e tutto ciò implica la creazione di accordi preliminari per la gestione dei canali da assegnare ai due tipi di modulazione del segnale, eventualmente nell'ottica di una sostituzione graduale ma completa del vecchio servizio da parte dei nuovi.
La trasformazione della radio diffusiva analogica procede a ritmi molto variabili e in questo momento si concentra su almeno tre standard, due sviluppati in Europa (il DAB e il DRM), uno negli Stati Uniti (IBOC). Il DAB, Digital Audio Broadcast, basato su standard Eureka 147, era stato pensato per l'evoluzione della radio in modulazione di frequenza ed è al tempo stesso il sistema più consolidato, diffuso e utilizzato commercialmente. In Europa è in uso ufficiale da tempo in Gran Bretagna e in misura inferiore in Germania. Altre nazioni hanno avviato reti sperimentali e alcune hanno già deciso, sulla base degli esperimenti, di non utilizzare il DAB in futuro. Solo recentemente, ad inizio 2005, l'Italia ha deciso per l'assegnamento di licenze DAB, che utilizza due diverse bande di frequenza: in VHF (banda III dai 174 ai 240 MHz) e UHF (banda satellitare L-band dai 1452 ai 1492 MHz). In Italia, Agcom ha deciso di assegnare le licenze per impianti terrestri DAB a partire dalla banda L e solo in subordine nella banda III oggi utilizzata per la sperimentazione in corso da alcuni anni da parte di network radiofonici e stazioni pubbliche e private.
All'inizio del 2007 il consorzio internazionale per il DAB ha approvato alcune modifiche allo standard, in particolare nel dominio dei codec audio, che sono stati aggiornati allo stato dell'arte delle tecnologie di compressione. Il consorzio ha anche cambiato nome e ora si chiama World DMB Forum. La sigla DMB, Digital Media Broadcasting, deriva da una variante di Eureka 147 studiata e applicata in Corea del Sud. Nel mese di febbraio 2007, la stessa Rai ha avviato una sperimentazione del DMB attraverso l'attuale sistema di impianti utilizzati (in Banda III) per il DAB. Il test prevede anche la trasmissione di immagini prevista dal sistema DMB (che è anche in grado di trasmettere video digitale di tipo televisivo).
Il DRM o Digital Radio Mondiale è uno standard affine al DAB pensato inizialmente per l'evoluzione qualitativa dei segnali trasmessi sulle onde corte dalle emittenti internazionali. In seguito sono state avviate sperimentazioni sulle attuali frequenze delle onde medie e onde lunghe analogiche ed è allo studio una versione del DRM per la banda della modulazione di frequenza (88-108 MHz). Utilizzando bande condivise, il DRM comporta però alcune problematiche di interferenza nei confronti dei servizi analogici. Oggi il DRM viene utilizzato da un gruppo di emittenti internazionali e da alcune stazioni in onde medie europee.
L'IBOC, sviluppato negli USA per l'evoluzione dei servizi analogici in onde medie (AM) e FM, si basa su standard diversi che consentono la modulazione ibrida delle portanti, con una componente analogica affiancata a una componente digitale. In questo modo IBOC consente una sperimentazione parallela anche in assenza di apparecchi commerciali capaci di ricevere questo standard. Come il DRM anche IBOC comporta tuttavia complesse problematiche di interferenza ai segnali analogici tradizionali su frequenze adiacenti a quelle utilizzate, soprattutto sulle frequenze delle onde corte e delle onde medie (che subiscono in condizioni di oscurità un rafforzamento propagativo importante). I problemi di interferenza sono legati al fatto che nei ricevitori analogici le modulazioni digitali tendono a essere percepite come fastidiosi spettri rumorosi, che possono coprire o alterare lo spettro sonoro originale. Il vantaggio della ricezione digitale sull'analogico è però dato da una maggiore resa qualitativa (specie nei casi in cui il segnale analogico sia disturbato da rumori elettrici ed evanescenze propagative) e spesso da un impiego più razionale delle frequenze disponibili.
Tra i sistemi di tipo IBOC, In Band-On Channel, in funzione si segnalano HD Radio di Ibiquity, già on air da numerose stazioni in onde medie e FM e il FMeXtra, sviluppato sempre negli Stati Uniti da Digital Radio Express. Se HD Radio è caratterizzato da una complessa struttura spettrale in cui le componenti analogiche e digitali si mescolano tra loro, FMeXtra sfrutta il principio delle sottoportanti dello spettro FM emesso da una stazione per inserire, accanto alla normale modulazione analogica, un flusso di informazioni digitali corrispondente a uno o più programmi distinti (fino a due programmi stereofonici o quattro monofonici).
Non è ancora possibile dire se i segnali digitali del DRM o dell'IBOC consentiranno un'attività di ricezione a lunga distanza simile a quella che per almeno 80 anni ha caratterizzato le stazioni analogiche. Per quanto disturbato e debole, un segnale analogico viene fondamentalmente decodificato dall'orecchio umano, che è capace di interpretare i contenuti anche in casi di forte compromissione del segnale originario; mentre su una modulazione digitale devono intervenire strumenti software caratterizzati da una ben definita soglia di intelligibilità. Quando la ricostruzione di un segnale digitale è possibile, la resa qualitativa può essere eccellente. Ma se la percentuale di informazione chiara non è sufficiente, la resa può addirittura essere nulla.
Maggiore è la preoccupazione riguardante l'impatto che un segnale digitale può avere su una banda occupata anche da segnali analogici. Il rischio di questa fase di sperimentazione, caratterizzata dalla scarsa disponibilità di apparecchi in grado di demodulare standard come il DRM, è che i segnali analogici vengano disturbati dalle interferenze digitali anche oltre la soglia di intelligibilità di questi ultimi.

## Fonti e le organizzazioni di radioascolto
Fin dagli albori della radiodiffusione circolare, che ha fatto il suo debutto negli Stati Uniti nei primi anni venti del XX secolo, si è diffusa la passione per la "caccia" alle emittenti più lontane. Il primo pubblico della radio era costituito da appassionati in grado di costruirsi da soli apparecchi riceventi molto costosi nelle prime versioni commerciali e soprattutto in grado di sperimentare sul campo la disponibilità di stazioni e programmi in una fase pionieristica sostanzialmente priva di fonti informative sul nascente mercato dell'offerta di contenuti radiofonici.
Prima dell'avvento di pubblicazioni per dilettanti come l'italiano Radio Orario, gli appassionati privi di una specifica preparazione tecnica potevano attingere a pubblicazioni non professionali equivalenti alle attuali fanzine. Ancora oggi esiste, nell'ambito delle associazioni di appassionati, una produzione di informazioni come segnalazioni di stazioni ascoltate, liste di frequenze, relazioni tecniche, recensioni e prove degli apparati radioriceventi. Oggigiorno tale informazione la si può ottenere più tempestivamente tramite Internet, con la possibilità di contatti fra le associazioni costituite e i singoli radioascoltatori.
L'informazione basilare e l'organizzazione teorica e pratica del radioascolto di solito è fornita da libri e riviste su carta realizzate per scopi professionali. A queste fonti tradizionali e alla loro eventuale versione elettronica si aggiungono le informazioni ufficiali pubblicate sui siti Web delle emittenti che spesso mettono a disposizione i programmi in streaming e sono quindi particolarmente utili per l'identificazione dei segnali ascoltabili contemporaneamente attraverso la radio.
Tra le pubblicazioni più note si ricorda il World Radio Handbook. Pubblicato in lingua inglese nell'immediato dopoguerra in Danimarca, il World Radio Handbook, successivamente rinominato World Radio TV Handbook, viene pubblicato in Gran Bretagna. Il volume raccoglie ogni anno tutti i dettagli sugli enti radiotelevisivi nazionali e le stazioni pubbliche e private mondiali, segnalando per ciascun'emittente le frequenze operative e gli orari della programmazione, eventualmente nelle diverse lingue nazionali e internazionali.
Tra le organizzazioni italiane che radunano appassionati di radioascolto troviamo:
- Associazione Italiana Radioascolto
- BCL Sicilia Club
- Coordinamento del radioascolto (Co.rad)
- FM-DX Italy
- Gruppo d'ascolto radio dello stretto
- Gruppo d'ascolto radio televisivo della Sicilia
- Gruppo Radio ascolto Bologna
- Gruppo radio ascolto utility world
- Play-DX